# North Pole Stream
Der North Pole Stream ist ein linker Nebenfluss des Little Southwest Miramichi River in der kanadischen Provinz New Brunswick.

## Flusslauf
Der Flusslauf liegt im Westen des Northumberland County im zentralen Norden der Provinz. Der North Pole Stream entsteht auf einer Höhe von 405 m am Zusammenfluss von West Branch und East Branch North Pole Stream. Der 5,5 km lange West Branch hat seinen Ursprung in dem See Half Moon Lake. Der 7 km lange East Branch entspringt nördlich des North Pole Mountain auf einer Höhe von 630 m.
Der North Pole Stream fließt in überwiegend südsüdöstlicher Richtung. Er mündet schließlich nach 32 km Fließstrecke auf einer Höhe von 270 m in den Little Southwest Miramichi River, 70 km oberhalb dessen Mündung in den Northwest Miramichi River. Der Fluss weist zahlreiche Stromschnellen auf.
Der North Pole Stream ist ein Laichgewässer des Atlantischen Lachses.